# Шевченко Сергій Миколайович (футболіст)
Сергій Миколайович Шевченко (нар. 22 серпня 1960, Харків, УРСР) — радянський та український футболіст, захисник та півзахисник, згодом — тренер.

## Кар'єра гравця
Вихованець ДЮСШ «Металіст» (Харків). У дорослому футболі дебютував у 1981 році в складі «Металіста», який виступав у першій лізі чемпіонату СРСР. У тому ж році перейшов в команду другої ліги «Салют» (Бєлгород).
У 1983 році повернувся до Харкова, де продовжив виступи у другій лізі в складі «Маяка».
У 1985 році був запрошений в «Металіст», де провів 17 матчів у вищій лізі чемпіонату СРСР, забив 3 м'ячі.
У період з 1987 по 1989 роки, Шевченко — гравець «Кривбасу». У складі криворізької команди провів понад сто матчів.
З 1990 по 1992 роки (з перервою в кілька місяців на «Автомобіліст» і «Суднобудівник») грав за «Кремінь». У складі кременчуцької команди 7 березня 1992 року в грі проти вінницької «Ниви» дебютував у вищій лізі чемпіонату України. Всього у вищій лізі зіграв 19 матчів.
З 1992 по 1995 роки грав у житомирському «Хіміку». У 81 поєдинку забив 7 голів, з них 6 з пенальті. З 1995 по 1997 роках виступав в аматорських клубах «Авангард» (Мерефа) та «Зірка» (Городище). З 1997 по 2000 роки грав в аматорській команді «Кристал» (Пархомівка), де й завершив ігрову кар'єру.

## Тренерська кар'єра
У 2001 році деякий час був головним тренером житомирського «Полісся». З 2001 по 2002 роки був асистентом головного тренера житомирського «Полісся». Сергій Миколайович є тренером дитячо-юнацької Академії ФК «Металіст».